# إعلان استقلال سوريا

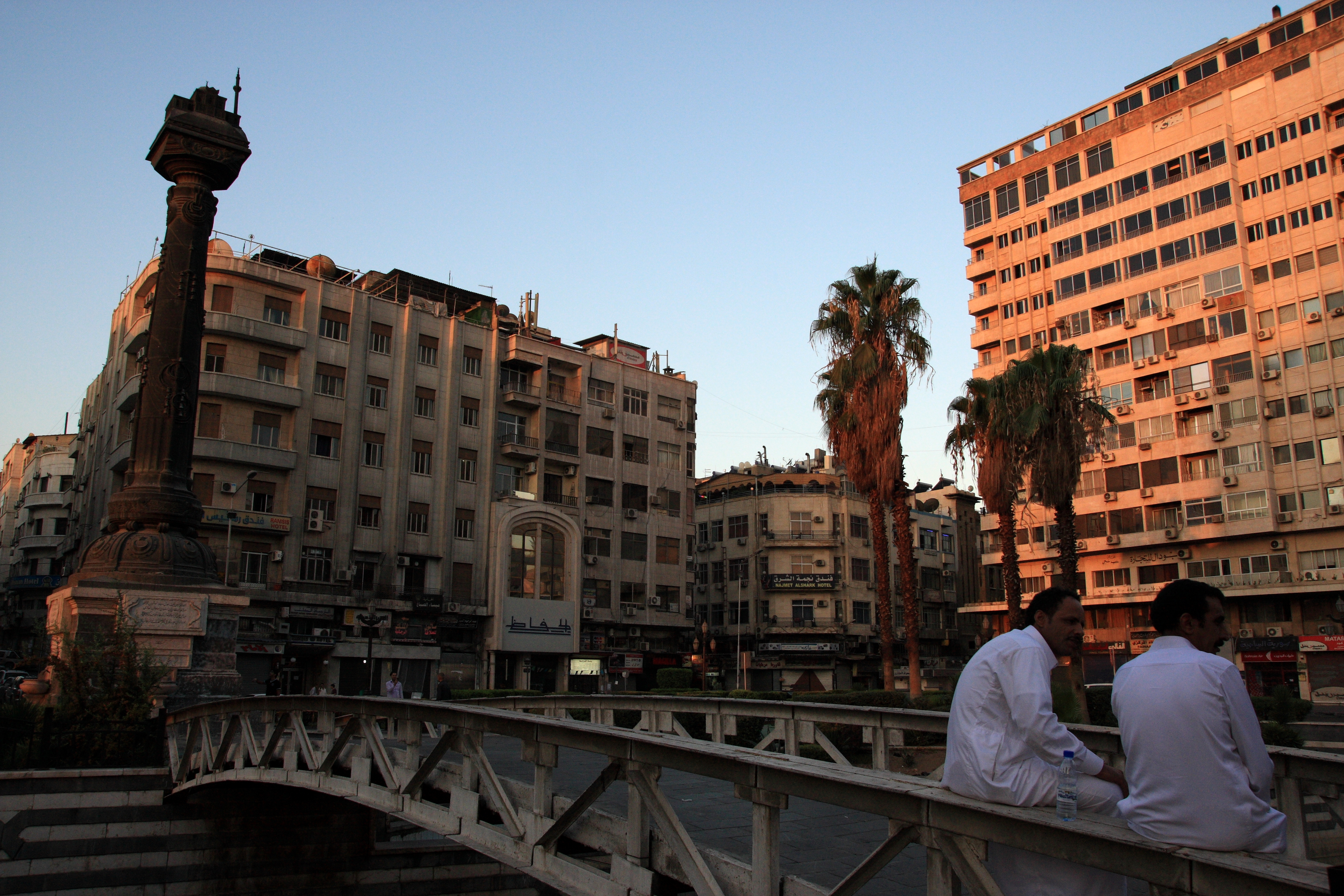
ساحة المرجة، وسط دمشق، المكان الذي احتضن احتفاليتي إعلان الاستقلال.

إعلان استقلال سوريا، في تاريخ سوريا الحديث، تلحظ مناسبين أعلن فيهما عن سوريا مستقلة. الأولى من قبل المؤتمر السوري العام يوم 8 مارس 1920 بعيد سقوط الدولة العثمانية، وتمت خلالها مبايعة فيصل بن الحسين ملكًا وإعلان المملكة السورية العربية بشكل رسمي. والثانية، تمت يوم 28 سبتمبر 1941 بعد استعادة الحلفاء سيطرتهم على سوريا خلال الحرب العالمية الثانية، وأعلن في إثرها تاج الدين الحسني «كأول رئيس لسوريا المستقلة». خلافًا للاستقلال الأول، فإن الاستقلال الثاني استقبل ببرود في سوريا، لاسيّما مع استمرار قسط وافر من الأجهزة تابعًا للمفوضية الفرنسية، وقد صرّح رجال المفوضية «بعدم وجود أية نية لتغير فعلي قبل انتهاء الحرب العالمية الثانية». لا يعتبر إعلان الاستقلال عطلة رسمية أو اليوم الوطني لسوريا، بل إن تمام جلاء القوات الفرنسية عن سوريا، بعيد انتفاضة الاستقلال في 17 أبريل 1946، يعتبر عيد الجلاء واليوم الوطني السوري.

## إعلان الاستقلال الأول

### خلفية

علم المملكة العربية السورية، الذي رفع للمرة الأولى يوم 8 آذار 1920.

بحلول نهاية سبتمبر 1918 انسحبت الدولة العثمانية من سوريا بشكل نهائي، وقامت حكومة وطنية مؤقتة؛ ولعب الأمير فيصل بن الحسين دورًا بارزًا في العمل السياسي السوري، كما تشكل في يونيو 1919 المؤتمر السوري العام كهيئة تأسيسية - تشريعية «للأمة السورية» انتخبها ناخبو الدرجة الأولى في أغلب المناطق ووقعت عرائض انتخابية في بعض المناطق الأخرى. كان العمل يرتكز على وحدة البلاد السورية وتكاملها مع العراق والحجاز واستقلالها، غير أنه في وقت لاحق قبل اتفاق فيصل كليمنصو بمبدأ الانتداب الفرنسي.
أواخر فبراير 1920 دعت الحكومة المؤتمر السوري العام للانعقاد والبت في القضايا العالقة وحالة المراوحة السياسية بانتظار مؤتمر الصلح، غلب الرأي القائل بأن إعلان الاستقلال يضغط على مؤتمر الصلح ويحمي مصالح السوريين، وقد استشار فيصل ضباطًا فرنسيين وإنكليز في دمشق ولم يبدو ممانعتهم للأمر. وفي 6 مارس 1920 خطب فيصل في المؤتمر السوري العام حول «استحقاق الحرية والاستقلال»، وفي اليوم التالي، 7 مارس، قرر المؤتمر بالإجماع «استقلال سوريا بحدودها الطبيعية استقلالاً تامًا مع الاحتفاظ بالحكم الذاتي للبنان»؛ واعتماد اللامركزية الإدارية، والعمل على صياغة دستور للبلاد على قاعدة الملكية الدستورية ومبايعة فيصل بن الحسين ملكًا، وإعلان الاستقلال في دار البلدية في ساحة المرجة يوم 8 مارس 1920.

### الحفل
في يوم الاثنين 8 مارس 1920، زيّنت دمشق، ووضعت على الأبنية أعلام المملكة العربية السورية، وفي صدر دار البلدية خصصت مقاعد للملك والحاشية؛ وإلى اليمين من صدر القاعة أعضاء الحكومة والدبلوماسيين باستثناء ممثلي بريطانيا الذين غادروا دمشق إلى حيفا ولم يحضروا الحفل، وقاضي العاصمة ومفتي المملكة ونقيب الأشراف والبطاركة وأساقفة العاصمة وحاخامها، وإلى اليسار أعضاء المؤتمر السوري العام وممثلين من العراق وخصص في القاعة أماكن للوجهاء ورجال الصحافة.
في تمام الساعة الثالثة بعد الظهر، وصل الملك فيصل مع الحاشية، وبدأ الحفل بالهتاف بحياة المملكة العربية السورية المستقلة والملك، ثم تلا أمين سر المؤتمر محمد عزة دروزة قرار المؤتمر بالاستقلال والتتويج من على شرفة المبنى أمام الحشود في ساحة المرجة؛ تلاه بيان غريغوريوس حداد بطريرك الروم الأرثوذكس، باسم الطوائف المسيحية واليهودية حول النقاط السبعة المتفق عليها مع الملك وهي:
| - طاعة الله واحترام الأديان. - الحكم بالشورى وفق القوانين والأنظمة التي ستوضع. | - المساواة في الحقوق والواجبات. - توطيد الأمن. | - تعميم المعارف. - إسناد المناصب والوظائف إلى أكفائها. |

بعد الكلمة رفع العلم الجديد وتعالت الهتافات، بينما أطلقت المدفعية مائة طلقة وطلقة وتلقى فيصل التهاني، وتشكلت في أعقاب الإعلان حكومة جديدة.

## إعلان الاستقلال الثاني

### خلفية
لا يعتبر الانتداب من الناحية القانونية إلغاءً لاستقلال البلد أو احتلاله، بل هو حالة تقييد الاستقلال بالشؤون الخارجية والعسكرية على وجه الخصوص. كانت سوريا قد خضعت للانتداب الفرنسي منذ 1920؛ وإذ تمكنت قوى وطنية من تحقيق إنجازات نتيجة أحداث هامة مثل الثورة السورية الكبرى، والإضراب الستيني، فإنها لم تصل حد «الاستقلال التام والناجز» رغم أن المعاهدة السورية الفرنسية لعام 1936 نصّت على ذلك إلا أن البرلمان الفرنسي رفض إقراها.
في عام 1940 وقعت سوريا تحت سيطرة حكومة فيشي الموالية لألمانيا النازية خلال الحرب العالمية الثانية. في أبريل 1940 أعلن الجنرال دانتز بأن: «فرنسا لم تغفل مطلقًا تطلعات الشعب السوري نحو استقلال بلاده، ولن تألو جهدًا في سبيل تحقيق هذه الرغبة، ولكن فرنسا لم تستطع ولن تستطع تحقيق ذلك ما لم تستقر الأوضاع في العالم». في يونيو 1941 تمكنت قوات الحلفاء وقوات فرنسا الحرة من السيطرة على سوريا وطرد دول المحور منها. في 8 يونيو 1941 حلقت طائرات فرنسية تابعة لقوات فرنسا الحرة، وألقت مناشر على السكان بأن «فرنسا بصوت أبنائها تعلن استقلالكم». في 20 يوليو 1941 عقد المندوب الفرنسي السامي الجديد الجنرال كاترو اجتماعًا مع الطبقة السياسية في مدرج الجامعة السورية أعلن فيه: «رأينا أن الوقت قد حان لنضع بالاتفاق معكم، نصّ نهاية الانتداب، ونتفاوض معكم في الشروط التي تحقق سيادتكم التامة واستقلالكم الناجز». في 12 سبتمبر أعيد العمل بالدستور واختير تاج الدين الحسني رئيسًا للجمهورية لحين سماح الظروف بإجراء انتخابات.

### الإعلان وما تلاه
في 28 سبتمبر 1941 عقد حفل إعلان الاستقلال في دار البلدية في ساحة المرجة بحضور أعضاء الحكومة والطبقة السياسية ورؤساء الطوائف، وقّع خلاله الجنبرال كاترو مع رئيسي الجمهورية والحكومة على إعلان الاستقلال الذي ختم بعبارة:
| إعلان استقلال سوريا | فلتحيا سوريا المستقلة؛ فلتحيا فرنسا. | إعلان استقلال سوريا |

في أعقاب إعلان الاستقلال أصبح المندوب السامي يدعى «ممثل فرنسا العام»، وبإعلان الاستقلال، تكون سوريا أول دولة انتدبت عليها فرنسا وتنال استقلالها، رغم ذلك فقد مال بعض المؤرخين لاعتبار إعلان الاستقلال «مناورة فرنسية»، وحذر ونستون تشرشل ديغول بأن موقفًا كهذا سيؤدي إلى أعمال تضر بمصالح فرنسا وقوات الحلفاء في الحرب. وقد كانت بريطانيا ومصر، أول دول معترفة بالاستقلال الثاني، في حين رفضت المملكة العراقية الاعتراف به، حتى 1943 حين اعترف به وتم تبادل البعثات الدبلوماسية بعيد انتخاب شكري القوتلي رئيسًا للجمهورية. بكل الأحوال، فخلافًا للاستقلال الأول، فإن الاستقلال الثاني استقبل ببرود في سوريا، لاسيّما مع استمرار الأجهزة التابعة للمفوضية الفرنسية في الإشراف على الشرطة، والقوات الخاصة، والمواصلات، والحدود، وشؤون البدو؛ وقد صرّج رجال المفوضية صراحة «بعدم وجود أية نية لتغيير فعلي قبل انتهاء الحرب العالمية الثانية»؛ واضطرت فرنسا تحت ضغط بريطانيا لإجراء انتخابات 1943، وقبلها في سبتمبر 1942 كان شارل ديغول قد صرّح بأنّ «سوريا ولبنان غير جاهزتين للاستقلال»؛ وهو ما أدى بعد نهاية الحرب العالمية الثانية لاندلاع انتفاضة الاستقلال، والتي أفضت لعيد الجلاء يوم 17 أبريل 1946، ليتبعه إعلان الحكومة السورية في 25 أبريل 1946، إعلان تمام الاستقلال الشامل.
العلاقة السيئة بين الطبقة السياسية وفرنسا خلال المرحلة الأخيرة من مراحل الانتداب، قد أفضت بعد الجلاء، لخطوات «فك ارتباط» مع فرنسا، خلافًا لرغبتها، فأقرّ البرلمان السوري قانونًا بالسماح بتدريس إحدى اللغتين الفرنسية أو الإنكليزية في المرحلة الثانوية، وإلغاء اللغة الفرنسية من المرحلة الابتدائية، واعتماد اللغة العربية وحدها لغة رسمية في جميع المواد؛ وأقرّ قانونًا آخر بمصادرة أملاك الجهات الفرنسية في سوريا، والتي كان أغلبها ملكًا لبعثات أو رهبنات، على أن المصادرة تمت بناءً على تعويض عدال؛ ثم انسحبت سوريا عام 1948 من «كتلة الفرنك» بمباركة من شكري القوتلي، وأخيرًا ألغت عام 1952 خلال عهد أديب الشيشكلي، امتياز بنك سوريا ولبنان ومقره في باريس، والذي من حقه لحصري إصدار العملة، وأسست مصرف سورية المركزي، وهو ما أنهى جميع أشكال الروابط القوية مع فرنسا، ولتكون سوريا بالتالي من الدول القليلة التي وقعت تحت الانتداب أو الحماية الفرنسية، وفي الوقت نفسه لم تستمر فيها أي عنصر من عناصر الثقافة الفرنكفونية، بعد زوال الحماية أو الانتداب.

## مواقع خارجية
- نص الإعلان الفرنسي المتضمن استقلال سوريا - الجمل.